# 京都府道17号網野峰山線
京都府道17号網野峰山線（きょうとふどう17ごう あみのみねやません）は、京都府京丹後市網野町網野橋を起点に京丹後市峰山町長岡に至る府道（主要地方道）である。

## 概要
網野町郷地域には、郷村断層が走っている。

### 路線データ
- 起点：京丹後市網野町下岡（網野橋交差点、国道178号交点）
- 終点：京丹後市峰山町長岡（国道312号交点）

## 歴史
- 1993年（平成5年）5月11日 - 建設省から、府道網野峰山線が網野峰山線として主要地方道に指定される[1]。

## 地理

### 通過する自治体
- 京丹後市

### 交差する道路
- 国道178号（京丹後市網野町下岡・網野橋交差点、起点）
- 京都府道20号網野久美浜線（京丹後市網野町郷）
- 国道312号（京丹後市峰山町長岡、終点）

### 沿線にある施設など
- 京都丹後鉄道宮豊線 網野駅
- 郷郵便局
- 京丹後市立郷土資料館
- 京丹後市立郷小学校（2014年閉校）
- 峰山城跡
- 京丹後市立峰山小学校
- 峰山郵便局
- 京都府立峰山高等学校
- 京都銀行 峰山支店
- 京都北都信用金庫 峰山中央支店
- 京丹後市役所
- 金刀比羅神社
- 京都北都信用金庫 峰山南支店
- 丹後自動車運転免許試験場